# زوريا ميلر
زوريا ميلر (مواليد 27 يناير 1976)، أو ببساطة زوريا ، هو مصور صحفي ومصور حرب أمريكي. يدّعي أنه عمل مع منظمات إغاثة دولية مثل الصليب الأحمر  على الرغم من ادعائه بأنه ساهم في إرسال الصور إلى وكالات التصوير الفوتوغرافي أخبار صور العالم ، أعمال الصورة ،  وكالة المراسلين ، و تقرير الصحافة ، إلا أن ميلر يظل مستقلاً وينتج قصصه المصورة على أساس مستقل.
نُشرت صور ميلر للصراع في العراق على خلفية جدلٍ طُرد فيه من مرافقة القوات الأمريكية بعد اتهامه بانتهاك شروط مرافقته بالتقاط صور لجنود قتلى وجرحى، وبالتالي "تزويد العدو بتقريرٍ لاحق عن فعالية هجومه وإجراءات رد القوات الأمريكية والعراقية". نوقشت الصور التي التقطها في العراق لجنود مشاة بحرية أمريكيين قتلى بعد تفجير انتحاري في الكرمة ، والتي نشرها على موقعه الإلكتروني، في منتدى "Lightstalkers" الإلكتروني، وتبع ذلك ذكرٌ لها في مقالتين. 

## النشر
نشرت مجلة نيوزويك صورة له تظهر إحدى نتائج تسونامي المحيط الهندي عام 2004.

## التصوير الفوتوغرافي
في برنامج تلفزيوني مدته ساعة  ، ضمن سلسلة "في طريق الأذى" التي تنتجها شركة وارنر براذرز، يشرح ميلر في قطاع غزة عام 2008، ما الذي دفعه إلى أن يصبح مصور حرب ويلتقط الصور في مناطق الكوارث.
في مارس 2010، أجرى ميلر ورشة عمل للتصوير الفوتوغرافي في هايتي أثناء الأزمة الإنسانية.  كان هناك جدل حول الحدث في المنتديات مثل Lightstalkers.org. http://zoriah.com/workshops
يقول ميلر إنه متخصص في توثيق الأزمات الإنسانية